# Johan Kinnerus

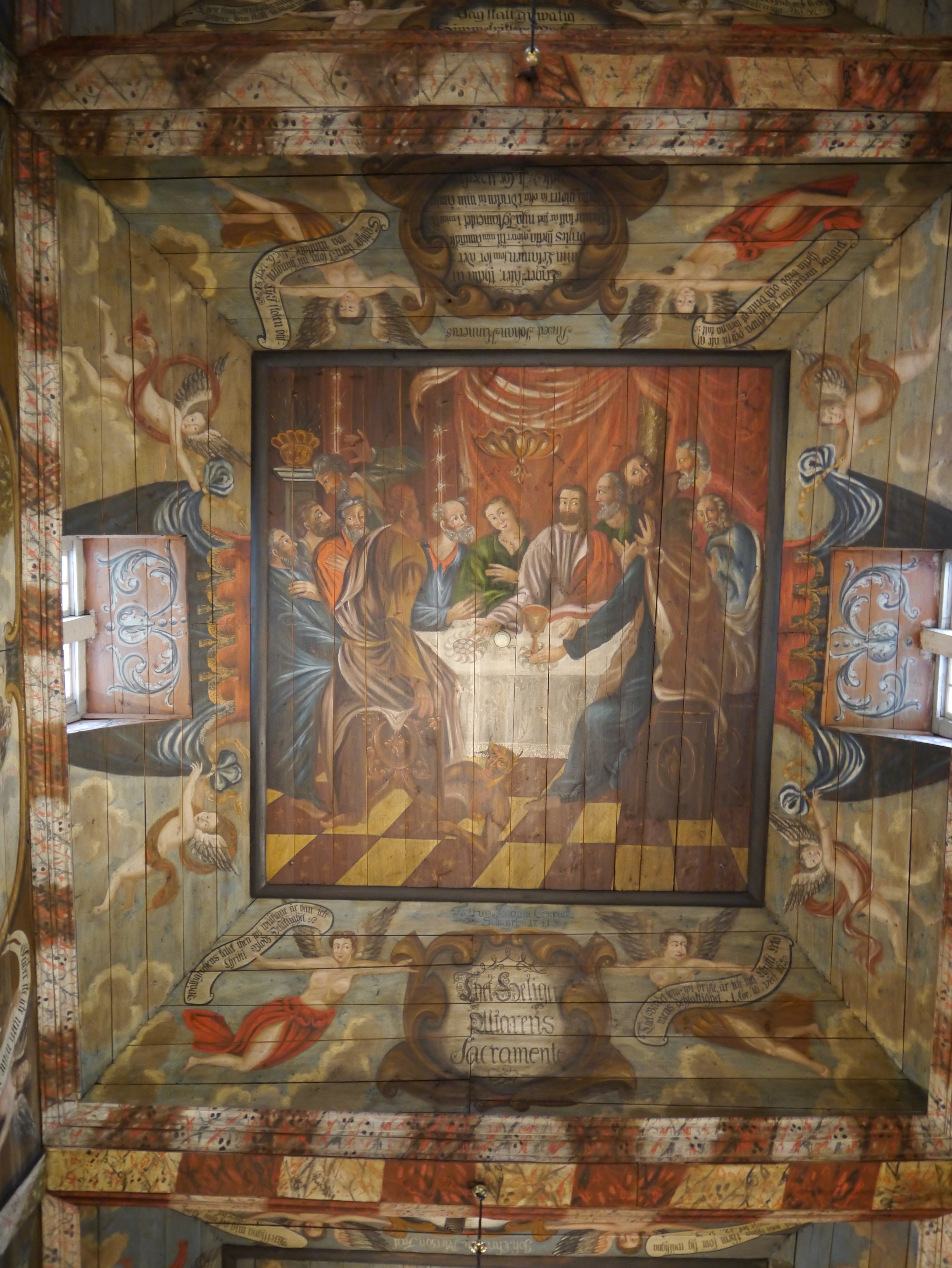
"Nattvarden" takmålning i Habo kyrka av Johan Kinnerus, målad 1741-43.

Johann Kinnerus, född 1705 i Mörbylånga på Öland, död 1759, var en svensk kyrkomålare.

## Biografi
Kinnerus far Petrus Kinnerus var komminister i Mörbylånga. Modern hette Catharina Hallongren och var syster till kyrkoherden i Österplana, Lars Laurells, andra och tredje hustrur, Ebba och Beata Hallongren. Efter faderns död 1710 sändes Johan till mostern Ebba i Österplana. 
Johan Kinnerus sattes i skola i Skara tillsammans med fosterföräldrarnas egen son Johan Laurell. De båda kusinerna sattes senare i lära hos kyrkomålaren Olof Collander, som bodde på sin gård Skagelund på Kinnekulle, endast ett par kilometer från prästgården i Österplana. De båda kusinerna kom båda att senare bli kända kyrkomålare.
Johan Kinnerus blev målarmästare i Jönköping 1733 och samarbetade mycket med Johan Christian Peterson. Det är känt att han dekorerat ungefär tio kyrkor. Det mest bekanta arbetet är i Habo kyrka, som han under åren 1741 till 1743 utförde tillsammans med  Peterson.

## Representerad
- Bjurbäcks kyrka
- Barnarps kyrka 1730
- Brandstorps kyrka
- Gustav Adolfs kyrka, Habo 1734
- Habo kyrka 1741-1743
- Mulseryds kyrka 1739-1743
- Månsarps kyrka gamla kyrkan, 1740-talet